# Seixas (Caminha)
Seixas (IPA: [sɘiʃaʃ]) ist eine Ortschaft und Gemeinde im Norden Portugals.

## Geschichte
Die erste dokumentierte Erwähnung des Ortes stammt aus dem Jahr 1071, aus einer Schenkungsurkunde des galicischen Königs D. Garcia an D. Jorge, den Bischof von Tui. Vermutlich gab der spätere erste König Portugals, D. Afonso Henriques, Seixas noch vor der 1139 vollzogenen Unabhängigkeit des Königreichs Portugals erste Stadtrechte. Das Dokument ist jedoch in einem Stadtbrand vernichtet worden und nicht erhalten geblieben, und so gilt die Urkunde der erneuerten Stadtrechte durch König D. Afonso III. aus dem Jahr 1262 als erstes Stadtrecht des Ortes. Als eigenständige Gemeinde wurde Seixas bereits seit 1156 in den Registern geführt, gehörte aber weiterhin zum Bistum Tui jenseits der portugiesischen Staatsgrenze, so auch in den königlichen Erhebungen von 1258. Erst unter Diogo de Sousa, der von 1514 bis 1532 Erzbischof von Braga war, wurde der gesamte Minho und damit auch Seixas dem Erzbistum Braga zugeordnet, und so schließlich auch kirchlich Portugal zugeordnet, zu dem es politisch bereits seit Reichsgründung gehörte.

## Verwaltung
Seixas ist Sitz einer gleichnamigen Gemeinde (Freguesia) im Kreis (Concelho) von Caminha im Distrikt Viana do Castelo. In ihr leben 1413 Einwohner (Stand 19. April 2021).
Folgende Ortschaften liegen in der Gemeinde Seixas:
| - Alto da Veiga - Barreiros - Barrosa - Bilhacão - Cabreira - Cancelo - Coura - Crasto - Cruzeiro - Devesa | - Facho - Igreja - Lagoa - Monte - Montinho - Parede Alta - Passal - Pereira - Praia - Pobreza | - Rabusca - Regata - Renda - São Bento - São Sebastião - Seixas - Sobral - Socorro - Vale |

## Söhne und Töchter der Gemeinde
- Miguel Ventura Terra (1866–1919), bedeutender Architekt der portugiesischen Belle Epoque
- Miguel Nogueira Júnior (1883–1953), Architekt, erhielt zweimal die bedeutendste port. Architekturauszeichnung, den Prémio Valmor